# Trezzo Tinella
Trezzo Tinella – miejscowość i gmina we Włoszech, w regionie Piemont, w prowincji Cuneo.
Według danych na rok 2004 gminę zamieszkiwało 356 osób, 35,6 os./km².